# Нестерук, Владимир Степанович
Влади́мир Степа́нович Нестеру́к (16 февраля 1900 года, село Бушмичи, ныне Каменецкий район, Брестская область — 5 ноября 1991 года, Симферополь) — советский военный деятель, генерал-лейтенант артиллерии (22 августа 1944 года).

## Начальная биография
Владимир Степанович Нестерук родился 16 февраля 1900 года в селе Бушмичи Гродненской губернии, ныне Каменецкий район Брестской области.

## Военная служба

### Гражданская война
В марте 1918 года вступил в ряды РККА, после чего был направлен в Сахаровский партизанский отряд, в составе которого красноармейцем и командиром взвода принимал участие в боевых действиях на Восточном фронте.
В январе 1919 года был назначен на должность командира взвода конной сотни при Харьковском губЧК, в июле — на должность командира взвода в составе Мусульманского полка, а в феврале 1920 года — на должность делопроизводителя инженерного парка 22-й стрелковой дивизии (9-я армия, Кавказский фронт), которая вела боевые действия в районе станиц Азовская и Ильинская под Новороссийском, а вскоре охраняла побережье Чёрного и Азовского морей.

### Межвоенное время
В июле 1920 года был направлен на учёбу на Краснодарские командные курсы, после окончания которых в мае 1922 года был назначен на должность командира взвода гаубичного артиллерийского дивизиона 36-й стрелковой дивизии, в ноябре 1923 года — на должность командира взвода гаубичной артиллерийской батареи в составе 84-го лёгкого артиллерийского полка.
В октябре 1925 года был направлен на учёбу на артиллерийские курсы усовершенствования командного состава, после окончания которых с 1927 года служил в 84-м артиллерийском полку (Московский военный округ) на должностях командира батареи, начальника полковой школы и командира дивизиона.
В сентябре 1931 года был направлен на учёбу в Военную академию имени М. В. Фрунзе, после окончании которой в мае 1936 года был назначен на должность помощника начальника 1-го отделения 1-го отдела штаба Ленинградского военного округа, в марте 1938 года — на должность командира 18-го артиллерийского полка (18-я стрелковая дивизия), а в августе 1939 года — на должность начальника артиллерии 168-й стрелковой дивизии, после чего принимал участие в боевых действиях во время советско-финской войны.
В мае 1940 года был назначен на должность начальника артиллерии 56-го стрелкового корпуса, а в марте 1941 года — на должность начальника артиллерии 7-й армии. В том же году закончил высшие академические курсы при академии Генштаба.

Могила Нестерука на кладбище «Абдал» в Симферополе.

### Великая Отечественная война
С началом войны Нестерук находился на прежней должности, принимал участие в ходе оборонительных боевых действий в Карелии.
Весной 1943 года был назначен на должность заместителя командующего артиллерией Брянского фронта, в июле — на должность командующего артиллерией 3-й ударной армии, в марте 1944 года — на должность командующего артиллерией 1-й ударной армии, в ноябре — на должность командующего артиллерией 10-й гвардейской армии. Находясь на этих должностях, принимал участие в боевых действиях в ходе Невельской и Рижской наступательных операций, а также блокаде группировки противника в Курляндии.
27 января 1945 года генерал-лейтенант Нестерук был назначен на должность командира 2-го артиллерийского корпуса прорыва, после чего принимал участие в боевых действиях в ходе Балатонской оборонительной и Венской наступательной операций.

### Послевоенная карьера
После окончания войны Нестерук находился на прежней должности.
В сентябре 1946 года был назначен на должность заместителя командующего артиллерией Белорусского военного округа, а в марте 1949 года — на должность командующего артиллерией Таврического военного округа.
Генерал-лейтенант артиллерии Владимир Степанович Нестерук в январе 1956 года вышел в запас. Умер 5 ноября 1991 года в Симферополе.

## Награды
- Орден Ленина;
- Пять орденов Красного Знамени;
- Орден Богдана Хмельницкого 1 степени;
- Орден Кутузова 2 степени;
- Два ордена Отечественной войны 1 степени;
- Медали.

## Воинские звания
- Генерал-майор артиллерии (3 мая 1942 года);
- Генерал-лейтенант артиллерии (22 августа 1944 года).